# Зайкі
Зайкі (пол. Zajki) — село в Польщі, у гміні Тшцянне Монецького повіту Підляського воєводства.
Населення — 171 особа (2011).
У 1975-1998 роках село належало до Білостоцького воєводства.

## Демографія
Демографічна структура станом на 31 березня 2011 року:
|          | Загалом | Допрацездатний вік | Працездатний вік | Постпрацездатний вік |
| -------- | ------- | ------------------ | ---------------- | -------------------- |
| Чоловіки | 81      | 25                 | 47               | 9                    |
| Жінки    | 90      | 27                 | 39               | 24                   |
| Разом    | 171     | 52                 | 86               | 33                   |